# Капітано-дель-пополо

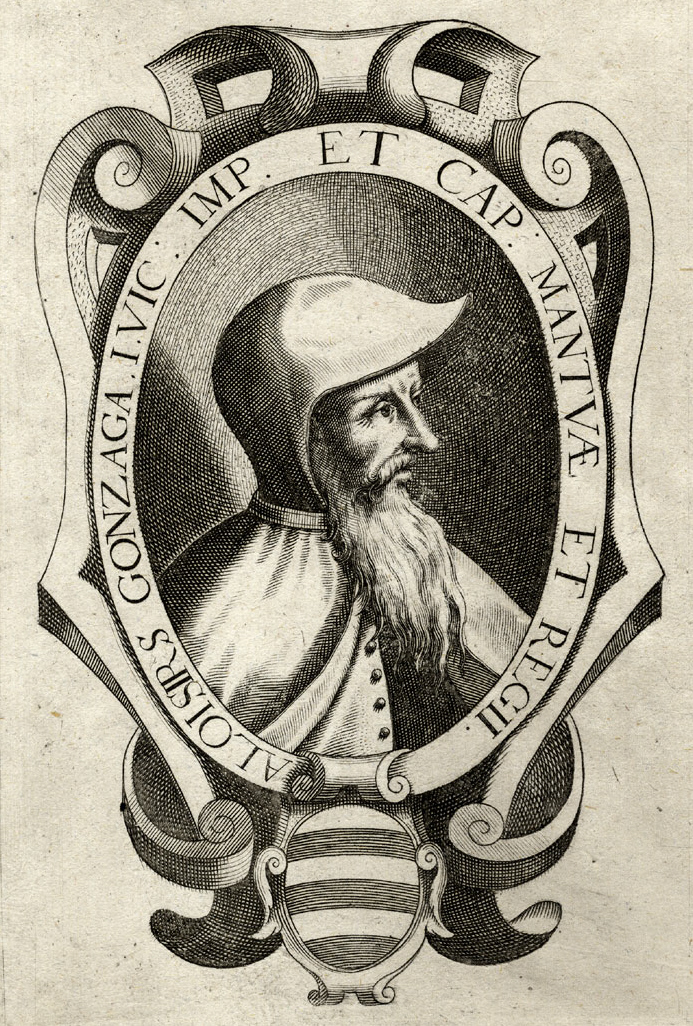
Людовіко I Гонзага, перший капітано-дель-пополо міста Мантуя

Капітано-дель-пополо (італ. Capitano del popolo, дослівно — капітан народу або точніше — капітан пополанів) — посада і адміністративний титул, що використовувався в комунах середньовічної Італії. Був завпроваджений для врівноваження влади аристократії та інших знатних родин італійських міст-держав.

## Історія

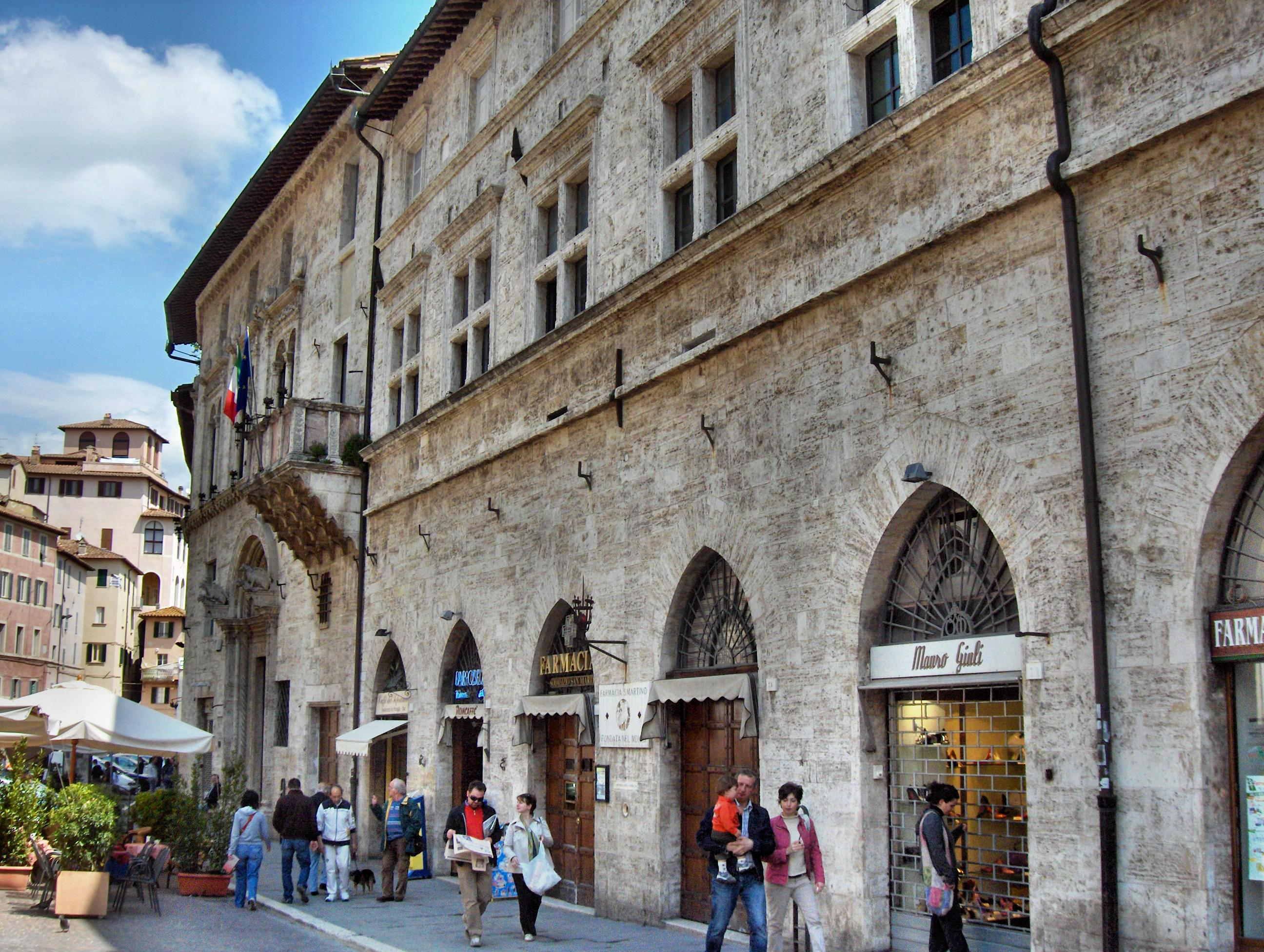
Палаццо капітано-дель-пополо в Перуджі

Посада була створена на початку XIII століття, коли пополани (італ. populares), дедалі заможніші класи простолюдинів (купці, ремісники, власники суден у морських містах, митці та інші професіонали) почали набувати ваги в управлінні комунами різних італійських міст-держав і знадобився посадовець муніципалітету, здатний представляти їх інтереси і протистояти політичній владі аристократії та інших впливових та багатих родин (італ. potentes), представлених зазвичай подестою (італ. podestà — титул, який використовувався для голови магістратів та інших вищих адміністративних посад у середньовічних італійських містах).
Однією з перших посаду капітано-дель-пополо впровадила комуна Болоньї у 1228 році. У Флорентійській республіці посада капітано-дель-пополо існувала з 1250 року. Така посада також існувала на ранніх етапах Генуезької республіки, яка обрала Гульєльмо Бокканегра своїм першим капітано-дель-пополо в 1257 році.
Капітано-дель-пополо зазвичай очолював цехову міліцію міста, покликану захищати конституційний лад республіки і здійснював контроль над подестою та магістратом, іноді за допомогою двох автономних рад — однієї з представників місцевих гільдій митців і ремісників (італ. arti e mestieri) та другої з гонфалоньєрів, керівників озброєного ополчення цехів або парафій міста.
Вже у другій половині XIII століття посада капітано-дель-пополо стала джерелом для зловживань, що призвели до виникнення деспотизму та успадкування влади в комунах. Отримавши контроль над виборчим процесом для обрання капітано-дель-пополо, багато впливових сімей (включаючи аристократів, для контролю влади яких ця посада впроваджувалась) отримали контроль над своїми містами та селищами, забезпечивши таким чином своє довготривале політичне життя і вплив, а також поступове перетворення Комуни на Сеньйорію (тобто не виборне, а спадкове володіння).

## Хронологія впровадження посади
- 1228 — Болонья
- 1240 — Мілан   (Пагано делла Торре)
- 1244 — Парма
- 1250 — Флоренція   (Уберто Россі)
- 1257 — Генуя   (Гульельмо Бокканегра)
- 1262 — Верона   (Мастіно I делла Скала)
- 1270 — Кремона
- 1273 — Лукка   (Лукетто Гаттілузіо)
- 1328 — Мантуя   (Луїджи I Гонзага)